# Too Many Burglars (film, 1911)
Pour plus de détails, voir Fiche technique et Distribution.
Too Many Burglars est un film américain réalisé par Mack Sennett, sorti en 1911.

## Fiche technique
- Titre original : Too Many Burglars
- Réalisation : Mack Sennett
- Société de production : American Mutoscope and Biograph Company
- Société de distribution : General Film Company
- Pays de production :  États-Unis
- Langue originale : anglais
- Format : noir et blanc - film muet
- Date de sortie :
  - USA : 2 octobre 1911

## Distribution
- Edward Dillon
- Grace Henderson
- Mack Sennett
- Fred Mace